# Ernestine de Saxe-Weimar-Eisenach
La princesse Ernestine de Saxe-Weimar-Eisenach (Ernestine Auguste Sophie; 4 janvier 1740 à Weimar – 10 juin 1786 à Hildburghausen) était une princesse de Saxe-Weimar-Eisenach et par mariage une duchesse de Saxe-Hildburghausen.

## Biographie
Ernestine-Auguste-Sophie est la fille du duc Ernest-Auguste Ier de Saxe-Weimar-Eisenach et de sa seconde épouse, Sophie-Charlotte de Brandebourg-Bayreuth, fille de Georges-Frédéric-Charles de Brandebourg-Bayreuth.
Le 1er juillet 1758, elle épouse à Bayreuth Ernest-Frédéric III de Saxe-Hildburghausen (1727-1780). Le mariage a été organisé à la demande de sa grand-tante, la reine Sophie-Madeleine de Brandebourg-Culmbach, épouse de Christian VI. Ernest-Frédéric-Charles, était lourdement endetté, et la dot d'Ernestine était importante.
Après la mort de son mari, en 1780, elle se retire complètement de la vie publique. Elle a vécu dans la maison Fischbergsche sur le marché de Hildburghausen et se consacra essentiellement à la musique. Joseph-Frédéric de Saxe-Hildburghausen a exercé la tutelle pour son fils Frédéric Ier de Saxe-Hildburghausen, qui était encore mineur.

## Descendance
- Sophie de Saxe-Hildburghausen (1760-1776) mariée en 1776 au duc François de Saxe-Cobourg-Saalfeld (1750-1806)
- Christine Sophie Caroline (1761-1790) mariée en 1778 au prince Eugène de Saxe-Hildburghausen (1730-1795)
- Frédéric Ier de Saxe-Hildburghausen (1763-1834), duc de Saxe-Hildburghausen et après 1826 également duc de Saxe-Altenbourg marié en 1785 à Charlotte de Mecklembourg-Strelitz (1769-1818)